# Urophora tenuior
Urophora tenuior är en tvåvingeart som beskrevs av Friedrich Georg Hendel 1910. Urophora tenuior ingår i släktet Urophora och familjen borrflugor. Inga underarter finns listade i Catalogue of Life.